# سینما پیروزی (تهران)
سینما پیروزی سینمایی در شهر تهران، ایران است.
این سینما که در طبقه پنجم مجتمع پانوراما در خیابان پیروزی قرار دارد در بهمن ۱۳۹۵ تأسیس شده و دارای دو سالن نمایش با ظرفیت ۱۶۷ و ۱۶۶ صندلی می‌باشد. پنجاه درصد مالکیت سینما پیروزی متعلق به حوزه هنری و پنجاه درصد دیگر متعلق به سازمان فرهنگی شهرداری تهران است.

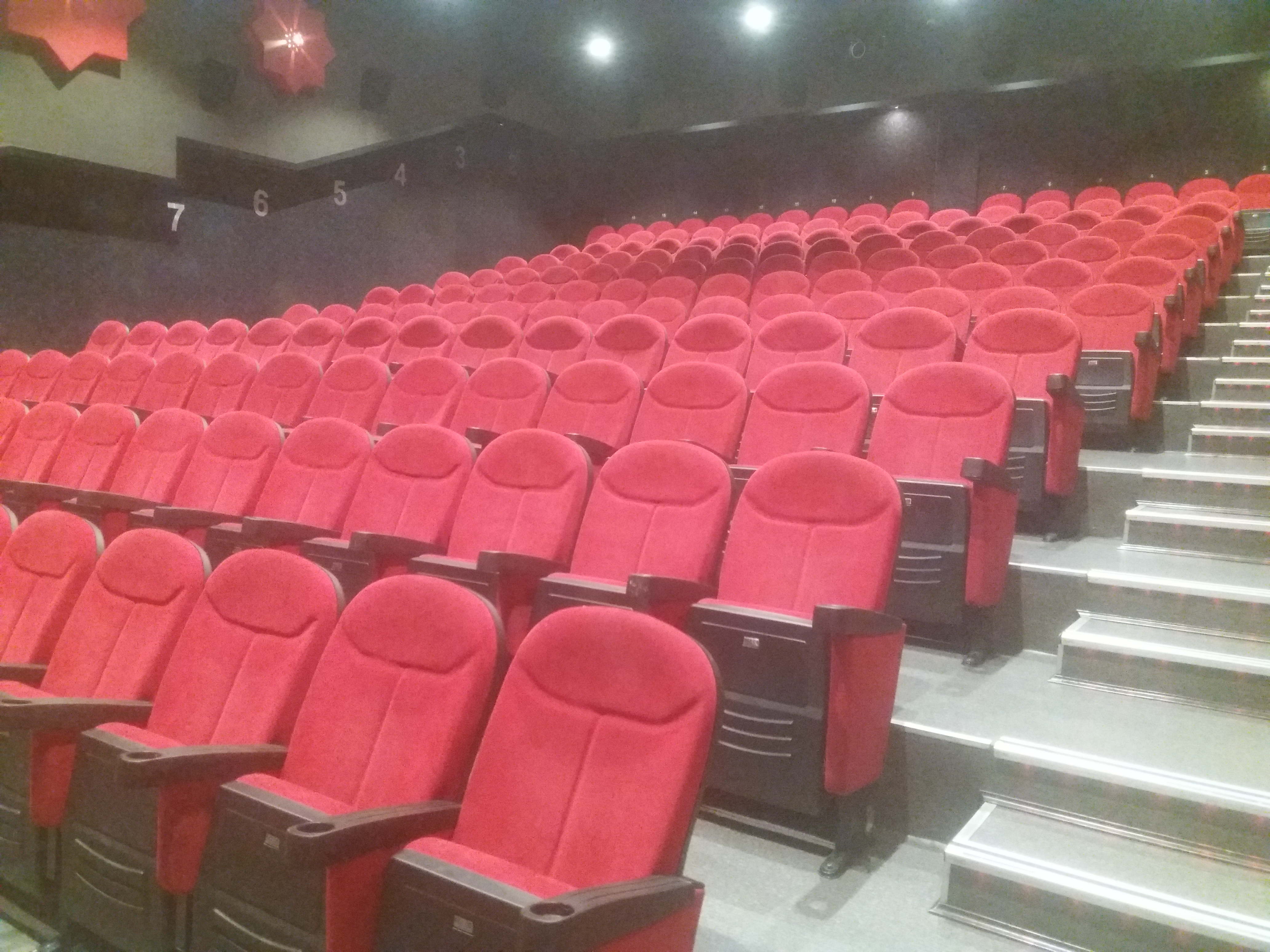
سالن سینما پیروزی تهران، ۱۳۹۶